# ماساهیرو نوجیما
ماساهیرو نوجیما (انگلیسی: Masahiro Nojima؛ زادهٔ ۱۳ اوت ۱۹۷۱) بازیکن بیسبال اهل ژاپن است.